# Feistritz im Rosental
Feistritz im Rosental (fino al 1851 Suetschach, fino al 1973 Feistritz) è un comune austriaco di 2 483 abitanti nel distretto di Klagenfurt-Land, in Carinzia; ha lo status di comune mercato (Marktgemeinde). Il 1º gennaio 1973 ha inglobato il comune soppresso di Weizelsdorf.